# Formació Fra Mauro

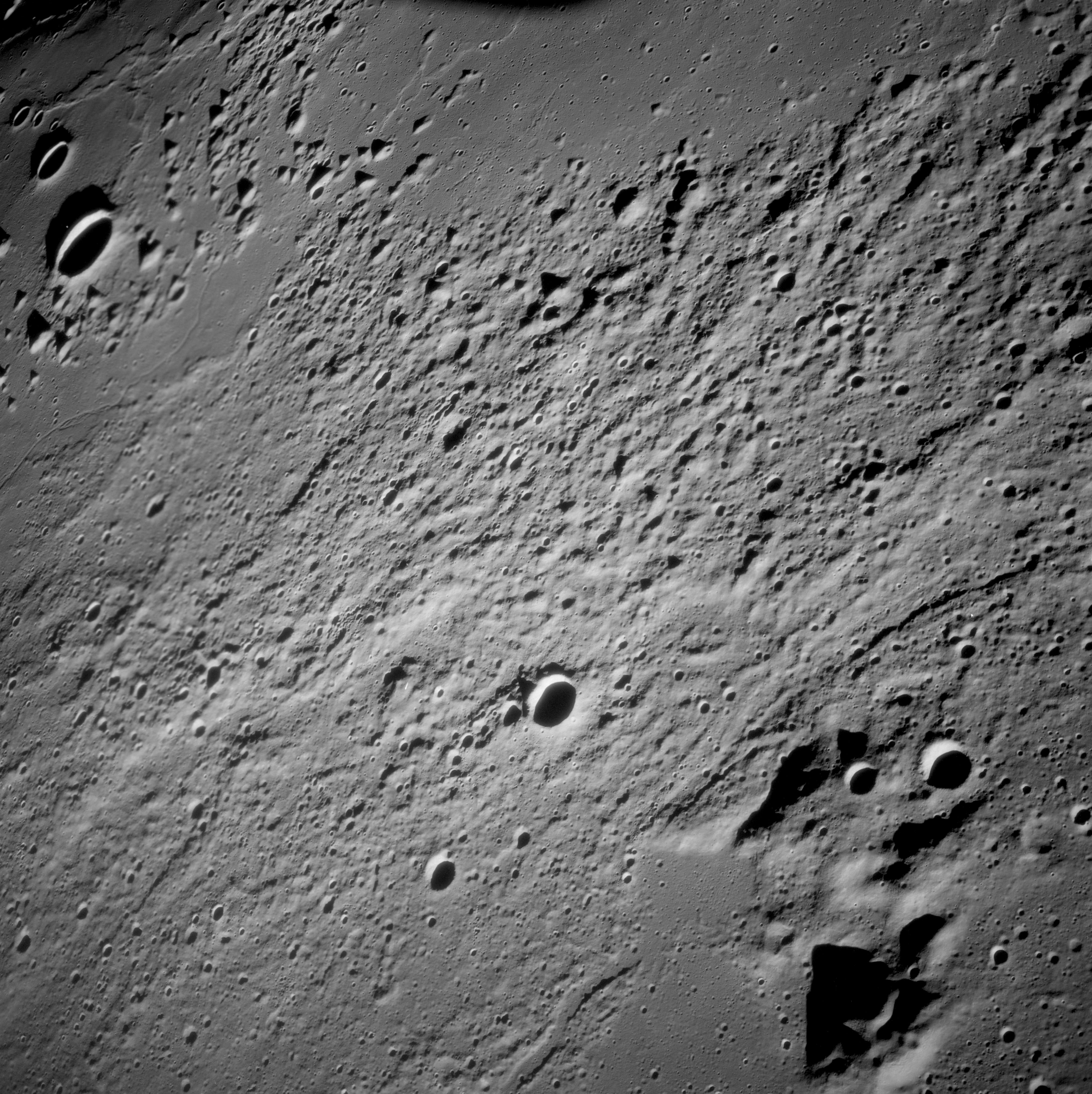
Vista obliqua de Fra Mauro presa des de l'òrbita lunar durant la missió Apollo 12.

La formació Fra Mauro (o les Terres Altes de Fra Mauro) és un paratge selenològic situat a la cara visible de la Lluna utilitzat com a lloc d'aterratge de la missió espacial estatunidenca Apollo 14 el 1971. Porta el seu nom pel cràter de 80 quilòmetres de diàmetre Fra Mauro, localitzat al seu interior. Així mateix, el cràter va prendre el nom de Fra Mauro, un monjo i cartògraf italià del segle xv. Originalment estava planificat que l'Apollo 13 allunitzés a les terres altes de Fra Mauro, però no va poder fer-ho a causa d'un problema tècnic durant l'aproximació.
Hom pensa que la formació Fra Mauro va poder ser formada per ejeccions o enderrocs procedents de l'impacte que va originar el Mare Imbrium. Durant la missió Apollo 14, els membres de la tripulació van prendre mostres dels materials del cràter Con, un element molt proper al lloc d'aterratge de la missió, que va proporcionar una idea de la composició del material profund dins de la formació. Les dades de la missió van ajudar a determinar l'edat aproximada del Mare Imbrium, suggerint que no té més enllà d'aproximadament 4.250 milions d'anys d'antiguitat.

## Formació i geografia
Fra Mauro és una extensió montuosa de particulars característiques geològiques que cobreix grans porcions de la superfície lunar al voltant del Mare Imbrium. Es pensa que va poder ser format per les ejeccions de l'impacte que va originar el mar. L'àrea està principalment composta de crestes i turons relativament baixos, entre els quals existeixen valls ondades. Gran part del mantell de material ejectat amb l'impacte del Mare Imbrium ha estat cobert amb enderrocs procedents d'impactes més recents i per materials precipitats per possibles moviments sísmics. Els enderrocs presents en la formació poden haver-se originat en profunditat sota l'escorça lunar original, per la qual cosa les mostres recollides allí podrien donar una idea de la història geològica de la Lluna. La petrologia de la formació, basada en les dades obtingudes per l'Apollo 14, indica una història d'impacte i ejecció, possiblement abastant un període d'aproximadament 500 milions d'anys.
Un impacte relativament recent va crear el cràter Con, amb uns 300 metres de diàmetre i 75 metres de profunditat, proper al lloc d'allunatge de l'Apollo 14. Un dels objectius principals d'aquella missió era prendre mostres del material original localitzat en el brocal del Mare Imbrium.
Les mostres obtingudes de la formació Fra Mauro durant la missió Apollo 14 suggereixen que l'impacte que va formar la conca del Mare Imbrium no té més enllà de 4.250 milions d'anys.

## Geologia

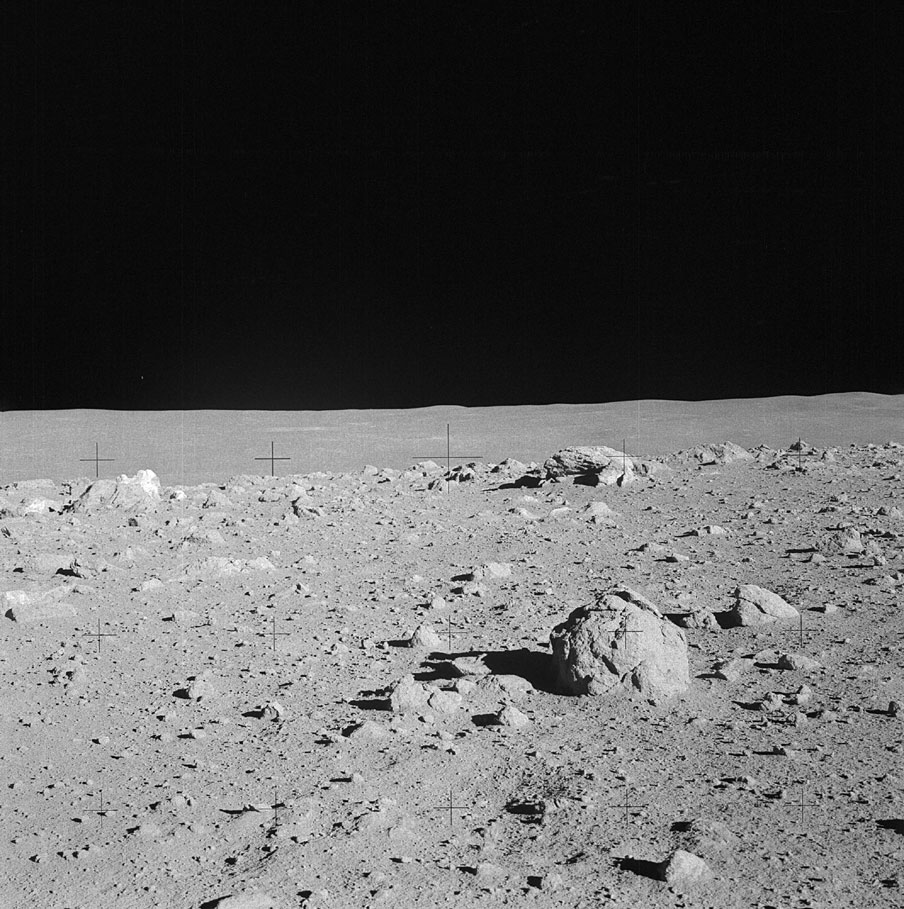
Fotografia presa durant la missió Apollo 14 mostrant un grup de roques properes al brocal del cràter Con. Cal destacar l'estratificació d'algunes de les roques més grans.

L'anàlisi de les mostres preses per l'Apollo 14 suggereixen que apareixen cinc components geològics principals a l'àrea immediata al punt d'aterratge: bretxes regolítiques, bretxes fragmentàries, litologies ígnies, litologies granulars, i litologies vítries d'impacte. Mostres de cadascuna d'aquestes composicions van ser recollides en una o en ambdues de les dues unitats geològiques més importants properes al lloc d'aterratge de l'Apollo 14 dins de Fra Mauro: el mantell d'impacte immediat al cràter Con (d'uns 25 milions d'anys d'antiguitat), i el terreny circumdant més antic.

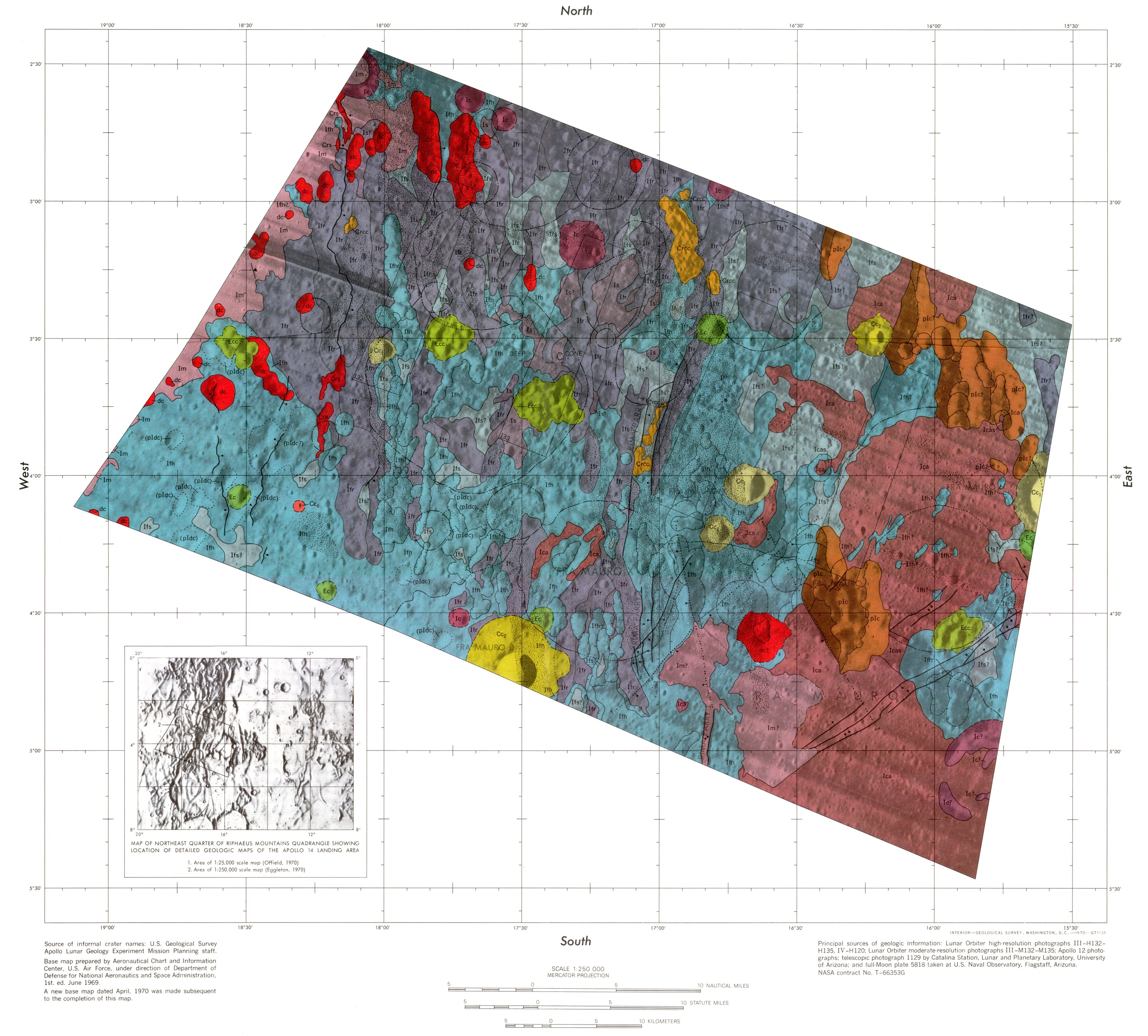
Mapa Geològic d'una àrea de la formació (Feu "clic" per ampliar i veure la llegenda de colors).

Durant la missió Apollo 14, els astronautes Alan Shepard i Edgar Mitchell van recollir materials ejectats en l'impacte del cràter Con, que s'estima que va poder haver excavat durant l'impacte que el va formar uns 80 m en el material superficial del Mare Imbrium. La majoria d'aquestes mostres estan classificades com a bretxes de la proximitat del cràter Con.
Els estudis realitzats amb les mostres de l'Apollo 14 han mostrat que els seus materials no recolzen la possibilitat que el lloc d'aterratge tingués un sòl format per roques volcàniques o basalts. Els basalts són escassos en les mostres ejectades del cràter Con, sent una mica més abundants en les mostres recuperades més a l'oest, en el costat oposat del lloc d'aterratge immediat. Dues explicacions han estat conjecturades per justificar aquest fet: (1) la majoria del basalt en el lloc d'aterratge jeu per sota de la profunditat excavada durant la formació del cràter Con o (2) el basalt situat presumptament per sota del punt d'aterratge va poder haver estat excavat per un cràter proper amb un diàmetre de 100 m. Es creu que aquesta última hipòtesi és més versemblant, perquè els pocs basalts recuperats són similars als basalts recuperats en el cràter Con. No s'ha pogut establir concloentment si els basalts trobats tenen una relació directa amb el lloc d'aterratge o no, en estar localitzat en una vall entre crestes, on existeix la possibilitat que els basalts hagin estat merament dipositats allí arran d'altres esdeveniments d'impacte.
Els membres de la tripulació de l'Apollo 14 van prendre mostres de roques eyectadas procedents del cràter Con. Aquestes roques són bretxes estratificades i fracturades, contrastant amb l'aspecte de l'àrea circumdant, molt més antiga. Les roques de major grandària i nombre properes al cràter Con, es pensa que van poder originar-se a major profunditat. Aquestes roques mostren les que es consideren característiques generals de la formació Fra Mauro: textura clàstica, estratificació, i diaclasat o fracturació.

## Elecció del lloc d'allunatge
A l'inici de les missions Apollo, els llocs d'allunatge potencial es van restringir a regions equatorials per raons tècniques. Després que l'Apollo 12 va demostrar la capacitat d'aterrar en una zona específica predeterminada, a la planificació de les missions posteriors es va considerar realitzar aterratges en llocs de la Lluna relativament escarpats, però d'interès geològic.
La missió avortada de l'Apollo 13 estava originalment prevista per aterrar en Fra Mauro, amb l'Apollo 14 planificat per aterrar a la regió Littrow del Mare Serenitatis. Després que l'Apollo 13 no pogués aterrar, es va decidir reassignar l'objectiu de Fra Mauro a l'Apollo 14, per ser considerat més interessant científicament que Littrow. En Fra Mauro, l'Apollo 14 va tenir l'objectiu de prendre mostres dels materials ejectats durant l'impacte que va originar el Mare Imbrium per obtenir una imatge més precisa de la història geològica de la Lluna. El lloc d'aterratge proper al cràter Con (de formació recent), va ser triat perquè la depressió del cràter va servir com un 'sondeig natural' que va permetre als astronautes obtenir materials d'ejecció del Mare Imbrium, l'objectiu primari de la missió.

Panorama del punt d'aterratge de l'Apollo 14 (1971)